# Możdżeń

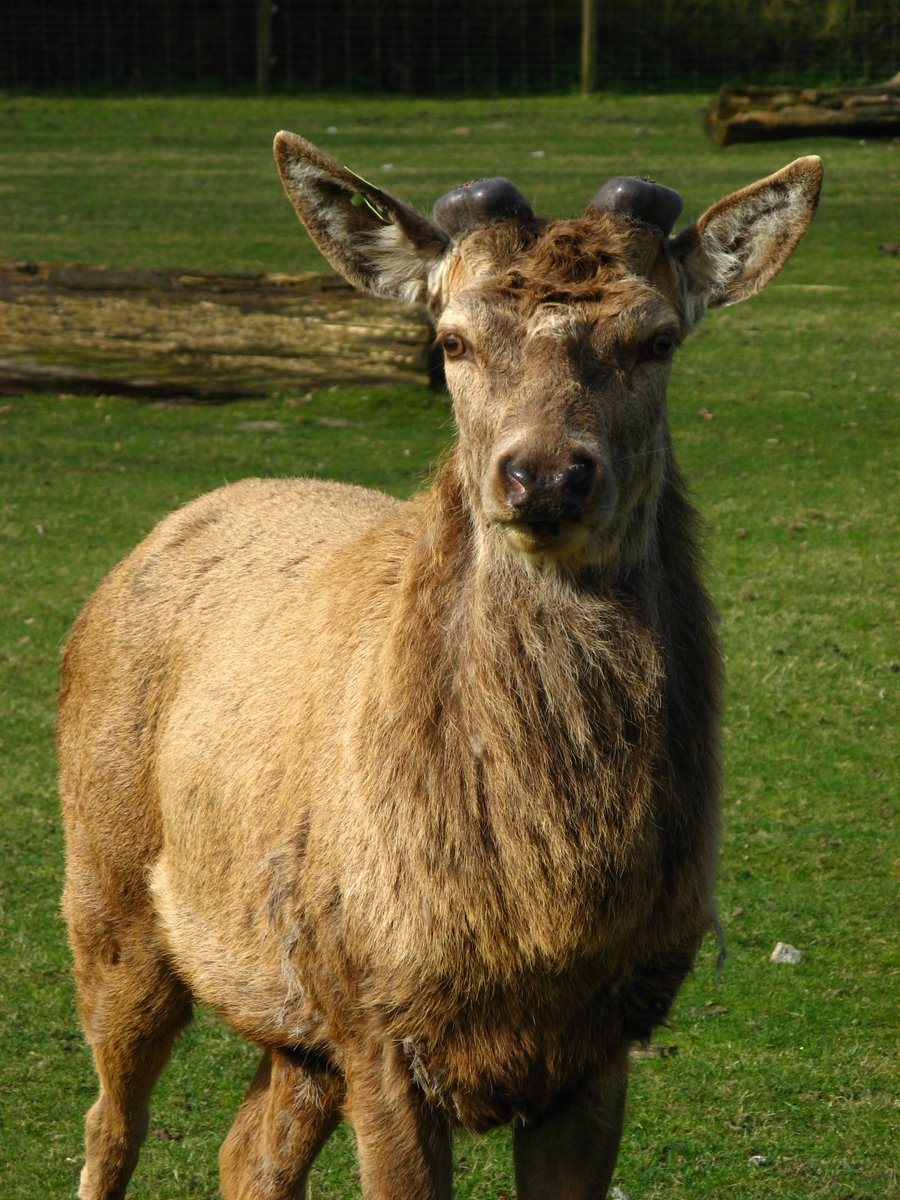
Poroże wyrastające z możdżeni na głowie jelenia szlachetnego (Cervus elaphus), (początkowa faza kształtowania się tyk)

Możdżeń – parzysty wyrostek kości czołowej czaszki krętorogich, z którego wyrasta róg.
Możdżeń jest zbudowany z kości, w dolnej części łączy się z kością czołową. W miarę jak rośnie ku górze, powoduje uwypuklenie skóry, osiągając długość kilkunastu centymetrów. Pokrywa go skóra porośnięta włosami, które z czasem zanikają. Nad możdżeniem wyrasta róg.
U samców jeleniowatych z możdżeni wyrasta poroże, które jest wytworem kostnym. Po odpadnięciu poroża, możdżenie pokrywają się silnie ukrwioną skórą. W krótkim czasie na tym miejscu rośnie nowa tkanka kostna, tworząca nowe poroże.